# Grupo acetóxi

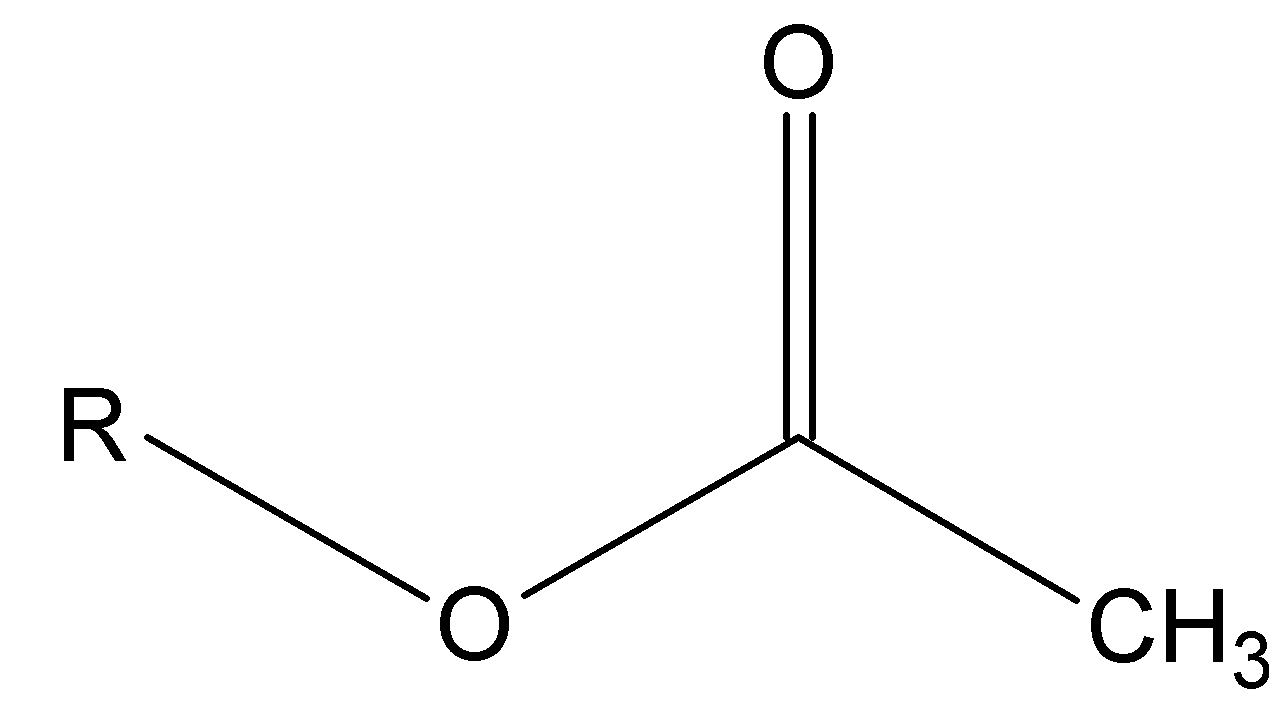
Estrutura do grupo acetoxi.

O grupo acetoxi, abreviado AcO ou OAc, é um grupo funcional químico de estrutura CH3-C(=O)-O-. Difere do grupo acetila CH3-C(=O)- pela presença de um átomo adicional de oxigênio. O nome acetoxi é uma forma contracta de acetil-oxi.
Um grupo acetoxi pode ser usado como uma proteção para uma funcionalidade álcool em uma rota sintética. (Embora o grupo de proteção em si é chamado um grupo acetila). Existem várias opções de introdução de uma funcionalidade acetoxi em uma molécula de um álcool (de fato; protegendo o álcool por acetilação):
- Haleto de acetila, tal como o cloreto de acetila na presença de uma base como a trietilamina.
- Uma forma de éster ativado de ácido acético, tal como um éster de N-hidroxisuccinimida, embora isto não seja aconselhável por custos mais altos e dificuldades.
- Anidrido acético na presença de base com um catalisador tal como a piridina com um acréscimo mínimo de DMAP.

Dever ser notado que um álcool não é um nucleófilo particularmente forte e, quando presente, nucleófilos mais poderosos como as aminas irão reagir com os reagentes apresentados acima preferencialmente ao álcool.
Para a remoção da proteção (regeneração do álcool):
- Um base aquosa (pH >9)
- Um ácido aquoso (pH <2), que pode ter de ser aquecido
- Base anidra tal como o metóxido de sódio em metanol, muito útil quando um éster metílico de um ácido carboxílico está também presente na molécula, porque este não hidroliza-se como uma base aquosa. (O mesmo também se dá com etóxido em álcool com ésteres acéticos.)